# アンガス・バルビエーリ
アンガス・バルビエーリ（Angus Barbieri, 1939年 - 1990年9月7日）とは、断食の世界最高記録を樹立した人物の名前である。水、茶、ブラックコーヒー、炭酸水、ビタミン、ミネラルのみで382日間過ごし、その間にも健康診断のために診療先の病院に通い続けた。出身はスコットランド・テイポート(Tayport)。
382日間の断食で、最終的に276ポンド（約125㎏）の減量を果たし、断食を行った期間としては世界最長記録を打ち立てた。
断食開始前・断食終了時の写真

## 断食
1965年、バルビエーリは、ダンディーにあるメアリィフィールド病院に入院する。担当した医師は、断食計画について、当初は長期ではなく短期のほうが望ましいと考えていたが、「（バルビエーリの）身体は断食によく順応し、自身が理想としている体重へ到達するのに熱心であった」ことから、バルビエーリは断食の継続を主張したという:203。
1966年7月11日までの382日間、バルビエーリは、ビタミン、ミネラル、水、茶、ブラックコーヒー、炭酸水のみで生活した。断食終了前の最後の数週間は、ミルクと砂糖を少量だけ摂取することもあった。
断食開始時のバルビエーリの体重は456ポンド（約207㎏）で、自身の目標体重である180ポンド（約82㎏）に達すると、断食を自分から終了した。
後にイングランド・ウォリックに移住し、2人の息子ができた。
1990年9月、バルビエーリは亡くなった。

## 世界記録
1971年版のギネスブックにて、バルビエーリが行った382日間の断食が、世界最高記録として認定された:203。ハンガー・ストライキを385日間続けたことで知られる人物にデニス・ゲイラー・グッドウィン(Dennis Galer Goodwin|Dennis Galer Goodwin)がいるが、彼はこの最中にチューブを通して強制的に食事を与えられている。
一切の固形物無しで382日間の断食を続けた人物として、バルビエーリの記録は誰にも破られておらず、断食の世界最長記録を保持し続けている。
ギネスの職員によれば、「安全でない」行動が奨励されることへの懸念から、ギネスは断食に関する記録を受け入れるのを止めたという。

## 参考
1. 1 2 3  Stewart, W. K.; Fleming, Laura W. (March 1973). “Features of a successful therapeutic fast of 382 days' duration”. Postgraduate Medical Journal 49 (569):  203-209. doi:10.1136/pgmj.49.569.203. PMC 2495396. PMID 4803438.
2. 1 2 3 4  “The tale of Angus Barbieri who fasted for more than a year - and lost 21 stone”. The Evening Telegraph (2016年11月12日). 2022年11月13日時点のオリジナルよりアーカイブ。2022年11月13日閲覧。
3. ↑  “Guinness records snub for Blaine”. CNN (2003年9月4日). 2013年9月1日時点のオリジナルよりアーカイブ。2018年11月4日閲覧。